# Andrzej Kuchar
Andrzej Kuchar (ur. 1950) – polski przedsiębiorca, były trener koszykówki, w tym m.in. reprezentacji Polski, Śląska Wrocław i Górnika Wałbrzych.
Ojciec Tomasza Kuchara.

## Kariera trenerska
Jest absolwentem Akademii Wychowania Fizycznego we Wrocławiu, na której obronił również pracę doktorską. W swoim pierwszym sezonie w ekstraklasie (1976/1977) był asystentem Mieczysława Łopatki i razem z nim poprowadził Śląsk Wrocław do tytułu mistrza Polski. w sezonie 1979/1980 został samodzielnym trenerem Górnika Wałbrzych i zajął z drużyną siódme miejsce.  W kolejnym sezonie (1980/1981) poprowadził Górnika do wicemistrzostwa Polski, pierwszego medalu tej drużyny w historii rozgrywek. Po tym sukcesie przeniósł się do Stali Bobrek Bytom. W sierpniu 1983 został trenerem męskiej reprezentacji Polski. Równocześnie w sezonie 1983/1984 prowadził kobiecą drużynę Ślęzy Wrocław, zdobywając z nią wicemistrzostwo Polski. W 1984 trenowana przez niego drużyna narodowa zajęła drugie miejsce w mistrzostwach Europy grupy B, uzyskując awans do mistrzostw Europy w 1985. Na tych zawodach reprezentacja Polski zajęła przedostatnie – jedenaste miejsce. Jesienią 1985 nie udało mu się uzyskać awansu do mistrzostw Świata w 1986. Wiosną 1987 wywalczył natomiast po raz kolejny awans do mistrzostw Europy. Na zawodach rozegranych w czerwcu 1987 w Atenach zajął z drużyną siódme miejsce. W eliminacjach do kolejnej imprezy – mistrzostw Europy w 1989 zastąpił go Arkadiusz Koniecki.

## Przedsiębiorca
Po 1989 został przedsiębiorcą, aktywnym m.in. na rynku mediów. M.in. inwestował w Telewizję Dolnośląską, był głównym udziałowcem spółki "Polskie Media", właściciela koncesji TV4. Równocześnie zaangażowany jest w życie sportowe. Był m.in. członkiem rady nadzorczej koszykarskiego klubu Śląska Wrocław, kierował WTS Atlas Wrocław (2005-2007). W pierwszej dekadzie XXI wieku kilkakrotnie rozważał zainwestowanie w piłkarską drużynę Śląska Wrocław. Od 2009 do początku 2014 był większościowym udziałowcem sportowej spółki akcyjnej Lechia Gdańsk.